# Praxis pandesma
Praxis pandesma là một loài bướm đêm trong họ Noctuidae.